# UP4800
UP4800 は、日本電気(NEC)がかつて開発・製造していたUNIXサーバである。

## 概要
商品としては、NECのミニコンピュータ「MSシリーズ」の後継とされた。プロセッサにMIPSを使い、またUnixとしてはSVR4ベースのUP-UXおよびUX/4800を提供した。エンジニアリングワークステーションであったEWS4800と比較し、用途の位置づけから、RAS（信頼性、可用性、保守性）を強化したハードウェア構成とした。
マルチプロセッサ機種は全て対称型マルチプロセッシングシステムであり、システムバス制御チップはNEC独自設計である。
好調な売り上げを記録したが、後にこの分野の商品は、自社製ではなく、ヒューレット・パッカード社のハードウェアを提供する方針に（NXシリーズ：NX7700，NX7700i）切り替えられた。

## シリーズ

### シングルプロセッサ機
- UP4800/520 (1991年) ：R3000 33MHz、VMEバス - 1988年に出荷を開始したR3000を採用
- UP4800/620：R4000SC 100MHz、VMEバス
- UP4800/630：R4000SC 120MHz、VMEバス
- UP4800/605：R4400PC 100MHz、APバス
- UP4800/615：R4400PC 133MHz、APバス
- UP4800/615AD：R4400PC 150MHz、APバス
- UP4800/625：R4400SC 120MHz、APバス+VMEバス
- UP4800/635：R4400SC 133MHz、APバス+VMEバス
- UP4800/635AD：R4400SC 150MHz、APバス+VMEバス
- UP4800/710：R5000SC 200MHz、PCI/EISA

### 2プロセッサ機
- UP4800/610：R4400MC 200MHz、APバス
- UP4800/740,740AD,760AD：R10000 200MHz、PCI/EISA
- UP4800/840,840R：R12000 300MHz、PCI

### 4プロセッサ機
- UP4800/660：R4400MC 150MHz、APバス+VMEバス
- UP4800/640：R4400MC 150MHz、APバス
- UP4800/650：R4400MC 180MHz、APバス
- UP4800/660R：R4400MC 250MHz、PCI/EISA
- UP4800/760,760R,760AD：R10000 200MHz、PCI/EISA(R10000のキャッシュに問題があり、リコールされた)
- UP4800/760EX：R10000 250MHz、PCI
- UP4800/860,860R：R12000 300MHz、PCI
- UP4800/860EX,860REX：R12000 360MHz、PCI

### 8プロセッサ機
- UP4800/680：R4400MC 150MHz、APバス+VMEバス
- UP4800/690：R4400MC 180MHz、APバス+VMEバス
- UP4800/670：R4400MC 200MHz、APバス
- UP4800/675：R4400MC 200MHz、APバス
- UP4800/675AD：R4400MC 250MHz、APバス
- UP4800/770,770AD：R10000 200MHz、APバス
- UP4800/780：R10000 200MHz、PCI
- UP4800/880：R12000 300MHz、PCI
- UP4800/880AD,880EX：R12000 400MHz、PCI

### 10プロセッサ機
- UP4800/790：R10000 200MHz、PCI
- UP4800/890：R12000 300MHz、PCI
- UP4800/890AD,890EX：R12000 400MHz、PCI - 2000年5月に製品を発表（UP4800/890ADと同/880AD）